# Митчелл (Южная Дакота)
Ми́тчелл — город и окружной центр округа Дейвисон в Южной Дакоте. Население 15 254 (на 2010 год). Первое поселение на территории Митчелла появилось в 1879 году, а в качестве города он был зарегистрирован в 1883. Назван в честь банкира Александра Митчелла.

## Демография
Согласно переписи населения 2010 года, в Митчелле проживали 15 254 человек.
Белые — 93,6 %, афроамериканцы — 0,5 %, индейцы — 3,0 %, азиаты — 0,5 %, другие расы — 0,6 %, отнесли себя к двум и более расам — 1,8 %, доля латинос — 1,7 %.

## Достопримечательности
В Митчелле находится Кукурузный дворец, построенный в 1892 году. Он ежегодно украшается новыми мозаиками, выполненными из разных сортов кукурузы по определённой тематике, и посещается около 500 тысячами туристов.